# Log (jednostka miary)
Log – biblijna jednostka miary objętości płynów, wywodząca się z objętości naczyń zawierających określoną ilość cieczy lub materiału sypkiego, 1/72 bata.
Ze względu na niepewność w oszacowaniu objętości bata, od którego się wywodzi, jej przelicznik na współczesne jednostki różni się w zależności od źródła i przyjętych założeń – wynosi odpowiednio 0,3, 0,51 lub 0,56 litra. 
Log był najmniejszą jednostką służącą do pomiaru objętości zarówno materiałów sypkich, jak i cieczy. W przypadku materiałów sypkich przelicznik na inne ówcześnie stosowane jednostki był następujący: 1 chomer = 720 logów, 1 efa = 72 logi, 1 sea = 24 logi, 1 omer = 7 i ½ loga, 1 kab = 4 logi; natomiast w przypadku cieczy funkcjonowały następujące wielkości: 1 korzec = 720 logów, 1 bat = 72 logi, 1 hin = 12 logów.
Jednostka log była używana do określenia ilości oliwy potrzebnej podczas ofiary oczyszczenia.